# Slaughters (Kentucky)
Pour les articles homonymes, voir Slaughters.
Slaughters est un village américain situé dans le comté de Webster, dans le Kentucky. Selon le recensement de 2020, sa population est de 190 habitants.